# Dodie Smith
Dorothy Gladys Smith, detta Dodie (Whitefield, 3 maggio 1896 – Uttlesford, 24 novembre 1990), è stata una scrittrice e drammaturga britannica, universalmente nota soprattutto per i romanzi La carica dei 101 e Ho un castello nel cuore.

## Biografia
Dorothy nacque a Whitefield, nell'area di Greater Manchester in Lancashire. Suo padre, Ernest Smith, morì quando Dodie era ancora un'infante. A seguito della sua morte, nel 1897 circa, la madre di Dorothy, Ella Furber Smith, si trasferì dai suoi genitori, William e Margaret Furber, al numero 586 di Chester Road a Old Trafford, Greater Manchester. Dorothy passò in questa casa anni importanti per la sua formazione giovanile. 
Nel 1910 Ella si risposò, e si trasferì col marito e Dodie, all'epoca quattordicenne, a Londra. Nel 1914 Dodie entrò alla Royal Academy per studiare arti drammatiche. Nello stesso anno la madre Ella morì a causa di un tumore al seno. Durante la malattia di Ella, madre e figlia divennero cristiane scientiste. (Smith, 1974).
Dodie provò, senza successo, ad affermarsi come attrice. Nel 1923 iniziò a lavorare in un negozio di mobili a Londra. Nel 1939 sposò un collega, Alec Beesley. 
Nel 1931 Dodie scrisse la sua prima pièce teatrale, di discreto successo, che firmò con lo pseudonimo C.L. Anthony.
Negli anni quaranta Smith e il marito si trasferirono negli Stati Uniti a causa di difficoltà sperimentate in seguito alla decisione di Beesley di essere obiettore di coscienza (Smith, 1979). Smith sentì molto la mancanza dell'Inghilterra durante il suo soggiorno americano; il sentimento nostalgico è chiaramente presente nel romanzo, il suo primo, che scrisse in quel periodo: "Ho un castello nel cuore" (1948).
Durante il soggiorno americano i Beesley fecero amicizia con gli scrittori Christopher Isherwood, Charles Brackett e John Van Druten. Anche lo scrittore A.J. Cronin figura fra gli amici della coppia, e Smith sostiene, nelle sue memorie, di aver da lui ricevuto consigli di scrittura.
Smith è conosciuta principalmente per il romanzo La carica dei 101 (1956) (poi adattato nel famoso cartone animato della Disney La carica dei 101). Il romanzo Ho un castello nel cuore, seppure non altrettanto celebre, ha un nutrito numero di fan fedeli.
Smith morì nel 1990 dopo aver nominato Julian Barnes esecutore letterario, un lavoro che riteneva non gli sarebbe stato di gran peso. Alla morte fu cremata, e le ceneri sparpagliate nel vento. Barnes descrive le difficoltà di questo compito nel saggio "Literary Executions".
Le carte personali di Dodie Smith sono conservate nell'Howard Gotlieb Archival Research Center dell'Università di Boston; includono manoscritti, fotografie, disegni e corrispondenza (fra cui lettere da Christopher Isherwood e John Gielgud).

## Opere

### Opere teatrali
- Autumn Crocus (1931)
- Service (1932)
- Touch Wood (1934)
- Call It A Day (1935)
- Bonnet Over the Windmill (1937)
- Dear Octopus (1938)
- Lovers and Friends (1943)
- Letter from Paris (1952)
- I Capture the Castle (1954)

### Romanzi
- I capture the Castle (1948) (Ho un castello nel cuore)
- The 101 Dalmatians (1956) (La carica dei 101)
- The New Moon with the Old (1963)
- The Town in Bloom (1965)
- It Ends with Revelations (1967)
- The Starlight Barking (1967)
- A Tale of Two Families (1970)
- The Girl from the Candle-lit Bath (1978)
- The Midnight Kittens (1978)

### Autobiografie
- Look Back with Love: a Manchester Childhood (1974)
- Look Back with Mixed Feelings (1978)
- Look Back with Astonishment (1979)
- Look Back with Gratitude (1985)

## La carica dei 101
Pongo, il cane protagonista de La carica dei 101, fu così chiamato in onore del primo cane dalmata di Smith.
L'idea per il romanzo venne alla Smith quando un'amica, alla vista dei suoi dalmata, commentò: "Questi cani sarebbero perfetti per farne un cappotto di pelliccia!"